# 小行星4133
小行星4133（英語：4133 Heureka）是一颗围绕太阳公转的小行星。1942年2月17日，利斯·奧特瑪在图尔库发现了此天体。
这颗小行星的绝对星等为247.5498232469711等。